# Patillal
 Patillal  est un village et un corregimiento, dans la municipalité de Valledupar en Colombie, dans le département de Cesar. La ville est située au pied de la Sierra Nevada de Santa Marta sur un terrain semi-aride.

## Géographie
Au nord du corregimiento de Patillal se trouve la Guajira, à l'ouest le corregimiento de La Mina, au sud-ouest le corregimiento de Los Haticos, au sud les corregimientos de Rio Seco et de Vega La Arriba et à l'est le corregimiento de Badillo

### Géologie
Le batholithe de Patillal affleure sur la marge Nord-Ouest de la Sierra Nevada de Santa Marta, entre la rivière Badillo, au Nord, et la Falla de Oca, au Sud. Ce batholite est constitué de monzonite et de syenogranite, et, localement de monzonites à quartz, granodiorites et granites à feldspath alcalin, traversés par des dykes d'andésite, de rhyolite et de syenogranite.
Le batholite de Patillal est un corps intrusif riche en calcium, avec des anomalies Nb/Ti positives, associées à un appauvrissement en Th/Yb et Nb/Yb, associés à des magmas générés dans une zone de subduction de la marge continentale. 

## Histoire
Cette région était une zone d'élevage de bétail appartenant à María Antonia de las Nieves de Maestre. Elle a obtenu le statut de corregimiento avant 1960.

## Culture
Le village est connu pour ses traditions musicales vallenato et pour avoir été le berceau de beaucoup de musiciens jouant ce genre musical comme Rafael Escalona. Le village célèbre le vallenato lors du Festival Tierra de Compositores et la traditionnelle messe catholique romaine de vénération de la Vierge de Las Mercedes les 24 septembre de chaque année.

## Rues principales
- Guaymaro
- La Firma
- Villa Rueda